# 過去帳

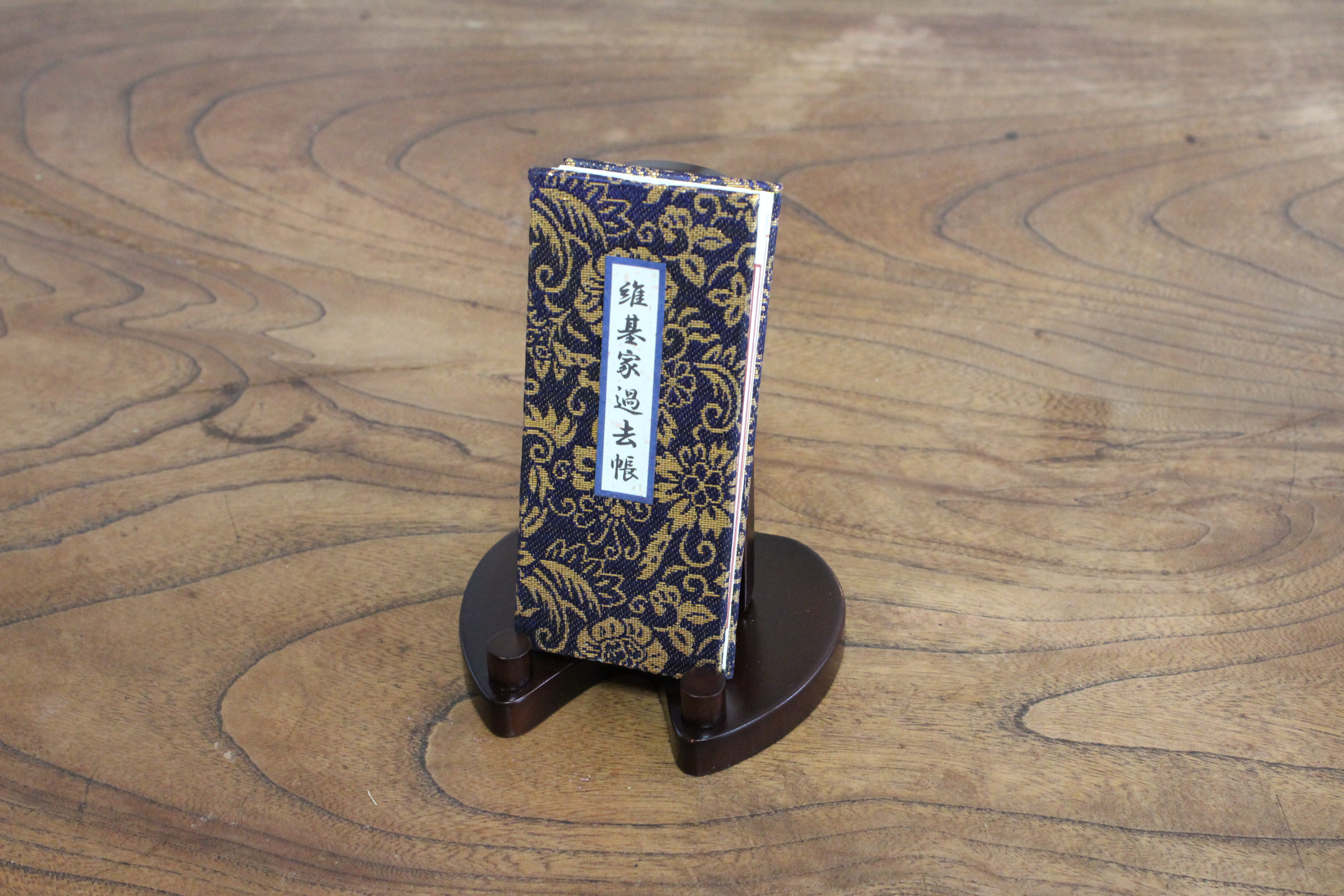
過去帳 (折本)

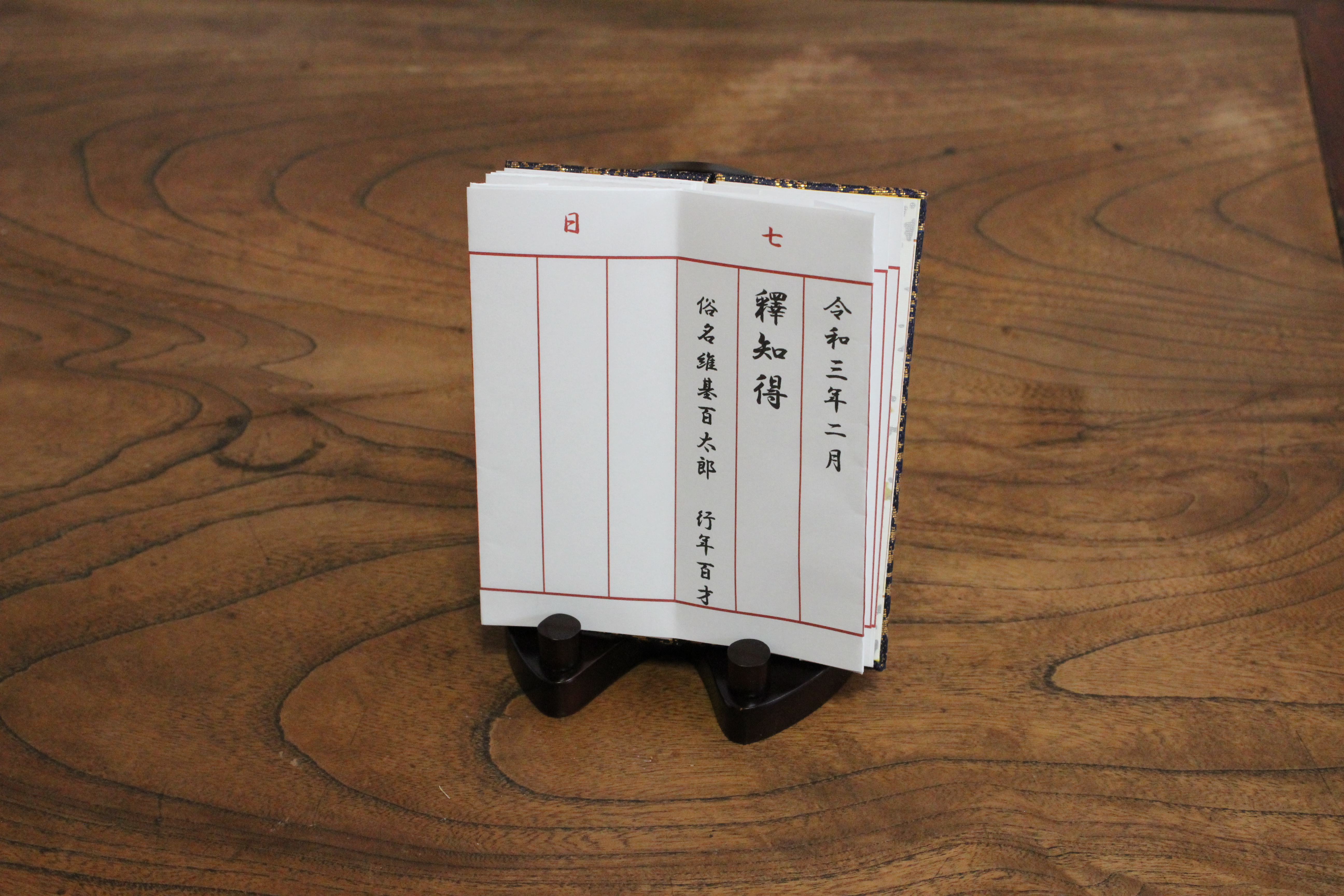
開いた状態 (日付入り、一段構成)

過去帳（かこちょう。英：necrology、仏：nécrologie は、死者の戒名（法号・法名）・俗名・歿年月日・享年などを記載した帳簿である。日本の仏具の一つ。鬼籍（きせき）や点鬼簿（てんきぼ）と呼ばれることもある。

## 概要
個人の戒名・俗名・歿年月日を記する。
形状は、折本と和本（和綴じ）の物に分けられる。表紙の素材は、布（金襴・緞子など）や唐木（黒檀、紫檀など）などが用いられる。紙の素材は、和紙（多くは鳥の子紙）製と洋紙製が用いられる。
形式は「日付入り」と「日付無し」とがあり、月命日で纏めて記入するかどうかの違いがある。
日付入りの形式では中が1日から31日までの日付の欄に分かれ日付が索引として記されており、故人が亡くなった日の月命日の欄へ記入する。主に家庭用であり、月命日で探すことは容易であり、命日は異なっても月命日が同じ複数の故人は、同一欄に揃えて記入される。毎日過去帳をめくることで故人の命日（月命日・祥月命日）を確認し、追善供養、または謝恩する。
日付無しの形式では、故人の命日・死亡順に記入する年表式の記録簿となる。寺院で用いられる場合が多く、戒名を贈るたびに記録し、一つの過去帳に全ての檀家の故人が命日順に記入されていく。ただし月命日で探すことは容易ではなく、月命日が同じ複数の故人も大きく異なる欄に記入されることとなり、家庭で用いることは容易ではない。
構成形式については、「一段構成」と「二段構成」の物がある。二段構成の物は、上段に戒名を記載し、下段に死者の本名（俗名）が記載されるのが一般的で、歿年月日は上段か下段かのどちらかに記載される。

## 寺院用
寺院では所属していた故人を記す。和本形式のものを用いる場合が多い。寺院の過去帳は各家の累代の記録が記述された個人情報のデータベースともいえ、寺院によっては死因や身分、生前の事跡などが詳細に記述されている場合もある。日付無しの形式が主である。
その情報取得を目的に興信所職員が近親者を装って過去帳を閲覧し、身元調査をするという事件が幾度も発生した。このため現在では個人情報保護の観点から寺院の過去帳は閲覧禁止とする寺院が多い。
また近年、差別戒名記載に関する調査が各宗派で行われ、差別的記述の削除改訂・過去帳新調などの対応がとられている。

## 在家用
在家の場合、多くは折本形式が用いられる。そのため「過去帖」とも書く。
在家では、その家に有縁の故人を記し、仏壇の中に見台に乗せる。もしくは、平時は引き出しにしまっておき、月命日にのみ仏壇の中に入れ見台の上に乗せる。
位牌や法名軸にも同様の事が記載されるが、位牌は数が増えると仏壇内に置ききれなくなる上、経年劣化により煤けたり文字が漆ごと剥げ落ちたりするなどして判読不能に陥る場合も多いため、ある程度の年忌（三十三回忌・五十回忌など）を機に檀那寺の住職に過去帳へ写し（移し）かえてもらい、位牌は寺に返す。返すことが難しい場合は、過去帳に転写だけしてもらい、位牌が老朽化する前に修復する。
過去帳は永続的に残され、続柄を記しておけば、その家の系譜になる。
浄土真宗の場合、平時は法名軸のみを仏壇内側側面に掛け、過去帳は仏壇の引き出しの中に収めておく。真宗大谷派の作法では、過去帳は略式とされ、法名軸のみを仏壇内側側面に掛けるのを正式な荘厳とする。
しかし、命日を確認する際に便利であり、仏壇内の下段に見台に過去帳を収めておくことも容認されている。また、仏壇が小型で法名軸を掛けられない場合は、過去帳で代用する。

## その他
仏教の他に神道でも用いられる。

### 鯨鯢過去帳
山口県長門市向岸寺には『鯨鯢過去帳（けいげいかこちょう）』という、誤って捕られた妊娠中の鯨とその子鯨を弔う為の過去帳が有り、山口県により有形民俗文化財に指定されている。
- 長門向岸寺の鯨位牌及び鯨鯢過去帳
- 鯨鯢過去帖 - 古式捕鯨の里 通（かよい）山口県長門市青海島